# Мышь (телесериал)
«Мышь» (кор. 마우스) — южнокорейский телесериал в жанре триллера с Ли Сын Ги, Ли Хи Джуном, Пак Чжу Хён и Кён Су Джин в главных ролях. Сериал, снятый Чхве Джун Пэ и Кан Чхоль У по сценарию Чхве Рана, рассказывает о травмированном детективе Ко Му Чхи (Ли Хи Джун) и его юном коллеге Чон Ба Рыме (Ли Сын Ги), охотящихся на серийного убийцу.
Премьера состоялась на телеканале tvN 3 марта 2021 года и транслировалась каждую среду и четверг в 22:30 по корейскому времени до 20 мая этого же года.
По данным онлайн-видеосервиса «Seezn» компании KT, сериал занял третье место среди самых популярных драм первой половины 2021 года. Он занимает пятое место в списке лучших сериалов tvN, транслируемых по средам и четвергам.

## Синопсис
Серийный убийца по прозвищу «Охотник за головами» держал в страхе всю страну. Паника и недовольство силами полиции достигли такого уровня, что правительство всерьёз обсуждало законопроект о генетическом тесте, позволяющем с точностью до 99 % определить ген психопатии у эмбриона. Спустя 10 лет эти события объединяют судьбы опытного детектива Ко Му Чхи, талантливой женщины-продюсера Чхве Хон Джу, рядового полицейского Чон Ба Рыма и проблемной старшеклассницы О Бон Йи.

## Вдохновение
Сценаристку вдохновило дело об убийстве в начальной школе Инчхона в 2017 году. Убийца родилась с «психопатическим геном». У психопатов тот же мозг, что и у обычных людей, но без зеркального нейрона. Они не чувствуют боли других и не могут воспринимать такие чувства, как вина, сочувствие, сострадание или сожаление. На этом фоне Чхве Ран написала сценарий драмы.

## В ролях

### В главных ролях
| Актёр       | Роль                                                                                               |
| ----------- | -------------------------------------------------------------------------------------------------- |
| Ли Сын Ги   | полицейский, чья жизнь меняется после столкновения с серийным убийцей-психопатом Чон Ба Рым        |
| Ли Хи Джун  | детектив, который готов прибегнуть к любому методу, чтобы поймать преступников Ко Му Чхи           |
| Сон Мин Чжэ | Ко Му Чхи в детстве                                                                                |
| Со Дон Хён  | Ко Му Чхи в подростковом возрасте                                                                  |
| Пак Чжу Хён | старшеклассница с глубоким прошлым, живущая с бабушкой и занимающаяся боевыми искусствами О Бон Йи |
| Кён Су Джин | талантливый режиссер-постановщик реалити-шоу «Шерлок Хон Чжу» на канале OBN Чхве Хон Джу           |

### Люди из окружения Чон Ба Рыма
| Актёр      | Роль                                                                                        |
| ---------- | ------------------------------------------------------------------------------------------- |
| Ли Со Джун | новый тюремный охранник в центре заключения Муджин, лучший школьный друг Ба Рыма На Чхи Гук |
| У Джи Хён  | тюремный охранник, школьный друг Ба Рыма и Чи Гука Гу Дон Гу                                |

### Люди из окружения Ко Му Чхи
| Актёр      | Роль                          |
| ---------- | ----------------------------- |
| Ким Ён Джэ | старший брат Му Чхи Ко Му Вон |
| Чо Ён Хо   | Ко Му Вон в молодости         |

### Люди из окружения О Бон Йи
| Актёр     | Роль                                                                   |
| --------- | ---------------------------------------------------------------------- |
| Ким Ён Ок | бабушка Бон Йи, которая убеждала её выйти замуж за Ба Рыма Ким Гат Нам |

### Полицейский участок
| Актёр       | Роль |
| ----------- | --- |
| Пио         | детектив-первокурсник, работающий под руководством детектива Ко Му Чхи, сын кандидата в президенты, проголосовавшего в 1995 году против законопроекта об убийстве плода-психопата Шин Сан       |
| Ан Нэ Сан   | руководитель группы хранения доказательств Военного управления кадров, бывший успешный детектив по расследованию убийств Пак Ду Сок                                                             |
| Хён Бон Сик | руководитель группы по борьбе с насилием в полицейском участке Муджин-Бокбу, «серийное убийство охотника за головами» было его первым делом в 1995 году, когда он был первокурсником Бок Хо Нам |
| Юн Со Хён   | детектив-инспектор, бывший коллега Му Чхи Ган Ги Хёк |
| Ким Мин Су  | детектив, девушку которого убили, после чего он решил стал офицером полиции Ли Мин Су |
| Чон Сок Ён  | бывший партнёр Ду Сока У Джэ Пиль |

### Другие
| Актёр          | Роль |
| -------------- | --- |
| Ан Джэ Ук      | врач-нейрохирург в больнице Гурьонг, арестованный за серийные убийства доктор Хан Со Джун                                                 |
| Ким Чон Нан    | жена доктора Хана Сон Джи Ын |
| Квон Хва Ун    | ординатор скорой медицинской помощи в больнице Муджин, самый молодой врач в Корее, сдавший государственный экзамен Сон Ё Хан              |
| Чо Джэ Юн      | доктор генетики, криминолог, который провёл успешное исследование по выявлению психопатических генов у плода Дэниэл Ли                    |
| Чон Ын Пхё     | сексуальный преступник в отношении несовершеннолетних Кан Док Су                                                                          |
| Сон Джэ Хи     | адвокат, сын Джэ Пиля У Хён Чхоль |
| Ю Ён           | мать Хён Чуля |
| Син Ха Ён      | Сон Су Чжон |
| Ким Ган Хун    | Джэ Хун |
| Со У Джин      | ребёнок 1995 года рождения, чья семья была убита, что сделало его главным подозреваемым Джэ Хун в детстве                                 |
| Сон У Хён      | одноклассник и друг Ё Хана Ким Джун Сон                                                                                                   |
| Чон Э Ри       | коррумпированный генеральный секретарь Голубого дома, проголосовавший в 1995 году за законопроект об убийстве плода-психопата Чхве Ён Шин |
| Ким Ха Он      | похищенный ребёнок Ким Хан Кок |
| Чериш Манингат | мать Хан Кока |
| Го У Ри        | сестра Дэниэла Ли и бывшая девушка доктора Хана Дженнифер Ли                                                                              |
| Кан Маль Гым   | тётя Ба Рыма |
| Чхон Чон Ха    | мать Чхи Гука |
| Ким Ё Хан      | пациент, перенёсший трансплантацию мозга                                                                                                  |

## Награды и номинации
| Год  | Премия             | Категория                  | Номинант   | Результат | Прим.       |
| ---- | ------------------ | -------------------------- | ---------- | --------- | ----------- |
| 2021 | 57я премия Пэксан  | Лучший актёр второго плана | Ли Хи Джун | Номинация | [ 7 ] [ 8 ] |
| 2021 | Премия Asia Artist | Главный приз (Дэсан)       | Ли Сын Ги  | Победа    | [ 9 ]       |